# Aristolochia veracruzana
Aristolochia veracruzana är en piprankeväxtart som beskrevs av J. Ortega Ortiz. Aristolochia veracruzana ingår i släktet piprankor, och familjen piprankeväxter. Inga underarter finns listade i Catalogue of Life.